# Faouzi Chaouchi
Faouzi Chaouchi (Bordj Ménaïel, 5 december 1984) is een Algerijns voetballer die sinds de zomer van 2011 onder contract staat bij MC Alger.
Vooraleer hij bij MC Alger belandde kwam hij achtereenvolgens voor JS Bordj Ménaïel, JS Kabylie en ES Sétif uit. Chaouchi is basisspeler bij de nationale ploeg.
Hij is een van de beste betaalde voetballers in Algerije met zo'n 13 miljoen dinar per jaar, wat overeenkomt 134.000 euro.
Met JS Kabylie werd hij in het seizoen 2007-2008 kampioen. Met ES Sétif won hij de beker in het seizoen 2009-2010 en verder won hij met datzelfde team enkele continentale bekers.

## Spelerscarrière
| Seizoen   | Club             | Land      | Competitie                    | Wed. | Goals |
| --------- | ---------------- | --------- | ----------------------------- | ---- | ----- |
| 2003-2006 | JS Bordj Ménaïel | Algerije  | Ligue Régionale d'Alger II    | 87   | 0     |
| 2006-2009 | JS Kabylie       | Algerije  | Algerian Championnat National | 76   | 0     |
| 2009-2011 | ES Sétif         | Algerije  | Algerian Championnat National | 36   | 0     |
| 2011-...  | MC Alger         | Algerije} | Algerian Championnat National | 5    | 0     |
|           |                  |           | Totaal                        | 204  | 0     |

## Palmares
- JS Kabylie
  - Algerian Championnat National
    - Winnaar: 2007-2008
- ES Sétif
  - Algerian Championnat National
    - Vice-kampioen: 2009-2010
- Noord-Afrikaanse beker voor landskampioenen
  - Winnaar: 2009
- Beker van Algerije
  - Winnaar: 2009-2010
- Noord-Afrikaanse Super Cup
  - Winnaar: 2010
- Noord-Afrikaanse beker voor Bekerwinnaars
  - Winnaar: 2010